# Total geodätische Untermannigfaltigkeit
Total geodätische Untermannigfaltigkeiten kommen in der Differentialgeometrie, einem Teilgebiet der Mathematik, vor. Sie verallgemeinern den Begriff der Hyperebenen in euklidischen Räumen auf riemannsche Mannigfaltigkeiten.

## Definition
Eine Untermannigfaltigkeit {\displaystyle N} einer riemannschen Mannigfaltigkeit {\displaystyle M} heißt total geodätisch, wenn jede Geodäte in {\displaystyle N} auch eine Geodäte in {\displaystyle M} ist.
Eine äquivalente Bedingung ist, dass die zweite Fundamentalform von {\displaystyle N} identisch {\displaystyle 0} ist.

## Beispiele
- Wenn {\displaystyle f\colon M\rightarrow M} eine Isometrie einer riemannschen Mannigfaltigkeit ist, dann ist die Fixpunkt-Menge

{\displaystyle N:=\left\{x\in M:f(x)=x\right\}}
eine total geodätische Untermannigfaltigkeit.
- Ebenen im euklidischen {\displaystyle \mathbb {R} ^{3}} sind Fixpunkt-Mengen von Spiegelungen und deshalb total geodätische Flächen.
- Allgemeiner sind Untervektorräume des euklidischen {\displaystyle \mathbb {R} ^{n}} total geodätisch.
- Großkreise auf der Sphäre sind ebenfalls Fixpunkt-Mengen von Spiegelungen und deshalb total geodätisch.
- Für {\displaystyle k<n} ist der projektive Raum {\displaystyle P^{k}\mathbb {C} } eine total geodätische Untermannigfaltigkeit von {\displaystyle P^{n}\mathbb {C} } und {\displaystyle P^{k}\mathbb {R} } eine total geodätische Untermannigfaltigkeit von {\displaystyle P^{n}\mathbb {R} }.
- Viele riemannsche Mannigfaltigkeiten besitzen keine total geodätischen Untermannigfaltigkeiten der Kodimension 1.
- Eine Fläche in einer hyperbolischen {\displaystyle 3}-Mannigfaltigkeit ist homotop zu einer total geodätischen Fläche genau dann, wenn sie azylindrisch ist.
- Die total geodätischen Flächen hyperbolischer 3-Mannigfaltigkeiten bilden dichte Teilmengen in den Teichmüller-Räumen geschlossener, orientierbarer Flächen.[2]